# Operation Fortune: Ruse de Guerre
Operation Fortune: Ruse de Guerre és una pel·lícula de comèdia d'acció d'espionatge del 2023 dirigida per Guy Ritchie i escrita per Ritchie, Ivan Atkinson i Marn Davies. La pel·lícula és protagonitzada per Jason Statham, Aubrey Plaza, Josh Hartnett, Cary Elwes, Bugzy Malone i Hugh Grant. La pel·lícula tracta sobre un espia, Orson Fortune (Statham), que ha de recuperar un dispositiu d'alta tecnologia robat abans que un traficant d'armes (Grant) el pugui vendre al millor postor. S'ha doblat i subtitulat al català.
Operació Fortune: Ruse de Guerre es va estrenar als cinemes a escala internacional el 4 de gener de 2023 i als Estats Units el 3 de març. Es va estrenar digitalment a Amazon Prime Video al Regne Unit el 7 d'abril.